# ال (یکا)

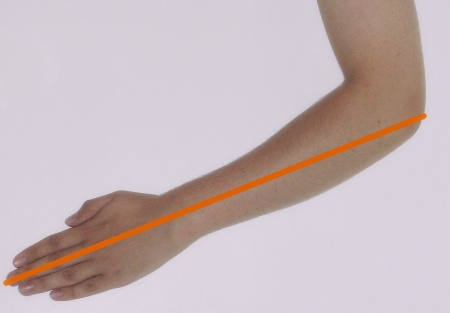
ال در گذشته همان ارش بوده است که بعدها با ال دوگانه جایگزین می‌گردد

ال (به انگلیسی: Ell) یک یکای اندازه‌گیری درازا است که شبیه به ارش می‌باشد. مقدار این یکا که اندازه نوک انگشت میانی یک مرد بالغ تا آرنج اوست، برابر ۱۸ اینچ است.
در سرزمین‌های انگلیسی‌زبان ، ال فرانسوی برابر ۶/۴ ، ال انگلیسی برابر ۵/۴ و ال فلمیسی برابر ۳/۴ یارد هستند. در گذشته از ال در خیاطی و بزازی اروپای غربی استفاده می‌شده است.